# 가와나리지마번
가와나리지마 번(일본어: 川成島藩 가와나리지마한[*])는 일본 에도 시대 막부 말기 스루가국 후지 군 가와나리지마 촌(현 시즈오카현 후지시 가와나리지마)에 있던 번이다. 번청은 가와나리지마 진야이다.

## 번의 역사
가와나리지마는 대대로 상급 하타모토인 혼고 가문(本郷氏)이 지배하고 있었다. 그 조상은 와카사국 오이군 출신으로, 무로마치 막부의 호코슈(奉公衆)였다. 센고쿠 시대 때에는 오다 노부나가와 도쿠가와 이에야스에 사관했다고 한다. 막부 말기의 안세이 4년(1857년), 당시의 혼고 가문 당주였던 혼고 야스카타가 소바슈(側衆)에서 와카도시요리로 승진하였기 때문에, 기존의 소령 7천 석에 3천 석이 추가되면서 1만 석의 가와나리지마 번이 세워졌다. 하지만 그는 직무 태만을 이유로 안세이 5년(1858년)에 와카도시요리의 직책에서 파면되어 영지가 몰수되었다. 이에 따라 가와나리지마 번은 폐번되었다.

## 번주
- 혼고 야스카타(本郷泰固) 재위 1857년 ~ 1858년